# Guido Fulst
Guido Fulst (Wernigerode, 7 juli 1970) is een voormalig Duitse wielrenner en baanwielrenner. Fulst nam deel aan de Olympische Zomerspelen in 1992,1996, 2000 en 2004. Tijdens deze spelen won hij twee gouden en een bronzen medaille. Fulst won 4 wereldtitels op de ploegenachtervolging. Hij nam deel aan 61 zesdaagsen waarvan hij er drie won.

## Belangrijkste resultaten

### Baanwielrennen
1989
- Wereldkampioenschappen baanwielrennen, ploegenachtervolging, amateurs (samen met Thomas Liese, Carsten Wolf en Steffen Blochwitz)

1992
- Duitse kampioenschappen, ploegenachtervolging (samen met Stefan Steinweg, Jan Norden en Michael Bock)
- Olympische Zomerspelen, ploegenachtervolging (samen met Michael Glöckner, Jens Lehmann, Stefan Steinweg en Andreas Walzer)

1993
- Duitse kampioenschappen, ploegenachtervolging (samen met Stefan Steinweg, Erik Weispfennig en Lars Teutenberg)
- Wereldkampioenschappen baanwielrennen, ploegenachtervolging, (samen met Andreas Bach, Torsten Schmidt en Jens Lehmann)

1994
- Duitse kampioenschappen, ploegenachtervolging (samen met Robert Bartko, Erik Weispfennig en Andreas Bach)
- Duitse kampioenschappen, achtervolging
- Wereldkampioenschappen baanwielrennen, ploegenachtervolging, (samen met Andreas Bach, Jens Lehmann en Danilo Hondo)

1995
- Duitse kampioenschappen, ploegenachtervolging (samen met Robert Bartko, Heiko Szonn en Rüdiger Knispel)

1996
- Duitse kampioenschappen, ploegenachtervolging (samen met Robert Bartko, Heiko Szonn en Christian Lademann)
- Wereldkampioenschappen baanwielrennen, ploegenachtervolging, (samen met Thorsten Rund, Heiko Szonn en Danilo Hondo)

1998
- Wereldkampioenschappen baanwielrennen, ploegenachtervolging, (samen met Christian Lademann, Daniel Becke en Robert Bartko)

1999
- Duitse kampioenschappen, koppelkoers (samen met Thorsten Rund)
- Wereldkampioenschappen baanwielrennen, ploegenachtervolging, (samen met Robert Bartko, Christian Lademann, Olaf Pollack, Jens Lehmann en Daniel Becke)

2000
- Duitse kampioenschappen, ploegenachtervolging (samen met Robert Bartko , Andre Kalfack en Andreas Müller)
- Wereldkampioenschappen baanwielrennen, ploegenachtervolging, (samen met Sebastian Siedler, Jens Lehmann en Daniel Becke)
- Olympische Zomerspelen, ploegenachtervolging (samen met Robert Bartko, Jens Lehmann, Daniel Becke en Olaf Pollack)

2001
- Wereldkampioenschappen baanwielrennen, ploegenachtervolging, (samen met Sebastian Siedler, Christian Bach en Jens Lehmann)

2002
- Wereldkampioenschappen baanwielrennen, ploegenachtervolging, (samen met Sebastian Siedler, Christian Bach en Jens Lehmann)
- Duitse kampioenschappen, achtervolging

2003
- Duitse kampioenschappen, koppelkoers (samen met Andreas Müller)

2004
- Duitse kampioenschappen, puntenkoers
- Zesdaagse van Berlijn (samen met Robert Bartko)
- Olympische Zomerspelen, puntenkoers

2005
- Duitse kampioenschappen, koppelkoers (samen met Robert Bartko)
- Duitse kampioenschappen, ploegenachtervolging (samen met Robert Bartko, Leif Lampater en Karl-Christian König)

2006
- Duitse kampioenschappen, ploegenachtervolging (samen met Robert Bartko, Robert Kriegs en Karl-Christian König)
- Zesdaagse van Stuttgart ( samen met Leif Lampater)

2007
- Duitse kampioenschappen, derny
- Zesdaagse van Berlijn ( samen met Leif Lampater)

### Wegwielrennen
1989
- eindklassement Ronde van Loir-et-Cher

1996
- proloog, 1e, 2e, 6e, 7e en 8e etappe Ronde van Burkina Faso
- eindklassement Ronde van Burkina Faso
- proloog en 3e etappe Ronde van Berlijn

1997
- proloog en 3e etappe Ronde van Berlijn

2001
- 5e etappe Ronde van Brandenburg

1908: Jones, Kingsbury, Meredith, Payne ·
1920: Magnani, Carli, Ferrario, Giorgetti ·
1924: De Martini, Dinale, Menegazzi, Zucchetti ·
1928: Facciani, Gaioni, Lusiani, Tasselli ·
1932: Pedretti, Borsari, Cimatti, Ghilardi ·
1936: Nizerhy, Charpentier, Goujon, Lapébie ·
1948: Decanali, Adam, Blusson, Coste ·
1952: Morettini, Campana, de Rossi, Messina ·
1956: Gasparella, Domenicali, Faggin, Gandini ·
1960: Vigna, Arienti, Testa, Vallotto ·
1964: Streng, Claesges, Henrichs, Link ·
1968: Lyngemark, Olsen, Asmussen, Jensen ·
1972: Schumacher, Colombo, Haritz, Hempel ·
1976: Vonhof, Braun, Lutz, Schumacher ·
1980: Manakov, Movtsjan, Ossokin, Petrakov ·
1984: Grenda, Turtur, Nichols, Woods ·
1988: Jekimov, Kasputis, Neljoebin, Oemaras ·
1992: Fulst, Glöckner, Lehmann, Steinweg ·
1996: Capelle, Ermenault, Monin, Moreau ·
2000: Fulst, Bartko, Becke, Lehmann ·
2004: Brown, McGee, Lancaster, Roberts ·
2008: Clancy, Manning, Thomas, Wiggins · 
2012: Burke, Clancy, Kennaugh, Thomas · 
2016: Burke, Clancy, Doull, Wiggins · 
2020: Consonni, Ganna, Lamon, Milan · 
2024:  Bleddyn, Welsford, Leahy, O'Brien